# Ligier X-TOO
La Ligier X-TOO è una microvettura (o come dice la legge italiana quadriciclo leggero) prodotto dalla casa automobilistica francese Ligier dal 2004 al 2011.

## Caratteristiche tecniche
La velocità massima di fabbrica del veicolo è di 45 km/h e un peso massimo di 350 kg a vuoto. La Ligier X-TOO è registrata per due persone. 
| categoria        | - quadriciclo leggero             |
| Struttura        | - modello multi-purpose a 2 porte |
| motore           | - 2 cilindri Lombardini - Diesel  |
| velocità massima | - 45 km / h (per legge)           |
| Cilindrata       | - 505 cm³                         |
| Potenza          | - 4kW (5,5hv) @ 3000 giri / min   |
| Trazione         | Anteriore                         |